# ジェイク・ラモッタ
ジェイク・ラモッタ（Jake LaMotta、1922年7月10日 - 2017年9月19日）は、アメリカ合衆国の男性元プロボクサー。本名ジャコベ・ラモッタ（Giacobe LaMotta）。ニューヨーク州ニューヨーク市ブロンクス区出身。元世界ミドル級王者。無尽蔵のスタミナを誇り打たれ強く前に出続けるアグレッシブな試合ぶりから「ブロンクス・ブル (Bronx Bull)」や「レイジング・ブル (Raging Bull)」のニックネームを持つが、KO率は28%とそれほど高くない。

## 来歴
1922年7月10日、イタリア人の父とユダヤ人の母の元に生まれる。幼少期から、近所の大人たちを楽しませるために父親に強制され、他の子供と戦い投げ銭を稼いでいた。彼を補導した警察官にジムへ連れて行かれボクシングを始める。
1941年、19歳でプロデビュー、類稀なタフネスとスタミナと恐れを知らぬブルファイトで徐々に実力と知名度を上げていく。この過程において史上最高の選手と評される拳聖シュガー・レイ・ロビンソンと対戦し（計6度の対戦のうちの2度目）、10回判定勝ちでロビンソンにアマ・プロを通じ初の黒星を与えた選手であり、ロビンソンとは生涯で6度も対戦し1勝5敗となったが、6度の対戦は全てがいずれもボクシング史上に歴史を残す激戦であった。
1947年11月14日、ビリー・フォックスに4回TKOで敗れるが、マフィアが仕組んだ八百長試合でラモッタがわざと負けたと疑いをかけられ、ラモッタは出場停止処分を受ける。後にラモッタは、八百長試合で負けることを受け入れ、さらにマフィアに2万ドルを支払うことで世界ミドル級王者マルセル・セルダンに挑戦できたことを、アメリカ上院議会で証言する。
1949年6月16日、世界ミドル級王者マルセル・セルダンに挑戦。ブルファイターの両者は前評判に違わぬ大激戦を展開するが、セルダンの腕が脱臼し、10回TKOでラモッタが世界王座を獲得した。再戦が決定したが、セルダンの乗った飛行機が試合地のアメリカへ向かう途中、アゾレス諸島で墜落し、セルダンは死亡してしまう。ラモッタは世界ミドル級王座の防衛を、激闘の末、2度成功させる。
1951年2月14日に3度目の防衛戦で因縁のライバルシュガー・レイ・ロビンソンと対戦。ロビンソンは終始パワフルな攻撃を見せるが、ラモッタは打たれても打たれても倒れず、ロビンソンが休むと怒涛の攻撃を見せる。しかしワンサイドで打たれまくったラモッタは遂に13Rにストップを宣せられる。この試合は「セントバレンタインデーの虐殺」と呼ばれることになる。
この後ラモッタは勝敗を繰り返し1954年に引退。

## 引退後
引退後はバーを経営し、コメディ芸人と俳優に転身。映画に出演するなど活躍した。
1958年、自身のバーの男性客に未成年の少女を紹介したとして、懲役刑の宣告を受け、刑務所に6ヶ月間服役する。
国際ボクシング名誉の殿堂博物館入りをしている。
90歳を越えた後も各地でサイン会を開くなど精力的な活動を行った。
2017年9月19日、フロリダ州マイアミの病院で肺炎の合併症により95歳で死去。

## レイジング・ブル
ラモッタは世界王者や波乱万丈の人生に加えエキセントリックな性格の持ち主としても知られ、自伝を基に映画『レイジング・ブル』が作られた。この作品は高い評価を受け、ラモッタ役の主演ロバート・デ・ニーロは第53回アカデミー賞主演男優賞を獲得している。
少年時代からワル同士の友人だったロッキー・グラジアノも元世界ミドル級王者である。ラモッタの王座奪取より2年前の1947年に世界王座を獲得、エキサイティングな強打者として大きな人気を博した。グラジアノも又、彼の波乱万丈な人生を描いた自伝を基にポール・ニューマン主演の映画『傷だらけの栄光』が作られ、高い評価を受け大ヒットした。引退後、両者はブロードウェイに揃って立つなどショービジネス界で活躍した。

## 通算戦績
106戦83勝30KO19敗4分